# 2009 en musique
| \| • Retour à la chronologie générale de la musique populaire • \| |
| XXIe siècle • XXe siècle • XIXe siècle • XVIIIe siècle XVIIe siècle • XVIe siècle • XVe siècle • XIVe siècle XIIIe siècle • XIIe siècle • XIe siècle • Xe siècle IXe siècle • VIIIe siècle • Haut Moyen Âge • Rome • Grèce |
| • Retour à la chronologie générale de la musique populaire • |

| • Retour à la chronologie générale de la musique populaire • |

| Années de la musique populaire : 2006 - 2007 - 2008 - 2009 - 2010 - 2011 - 2012    |
| Décennies de la musique populaire : 1970 - 1980 - 1990 - 2000 - 2010 - 2020 - 2030 |

Cet article présente les faits marquants de l'année 2009 en musique.

## Faits marquants

### En France
- 31 millions de singles (dont 28 millions en téléchargement légal) et 56 millions d'albums sont vendus en France en 2009[1].
- Premier succès de Cœur de pirate (Comme des enfants).
- Après 3 soirs au Stade de France, Johnny Hallyday donne un concert gratuit au Champ de Mars.
- Mylène Farmer devient la première chanteuse française à se produire au Stade de France (et ce, pour deux soirs), et Kassav le premier groupe français.
- Première édition de l’Electrobeach Music Festival.
- Décès d’Alain Bashung et Filip Nikolic.

### Dans le monde
- Premiers succès de Justin Bieber (One time), Drake (Best I ever had), Jason Derulo (Whatcha say) et Ellie Goulding (Under the sheets).
- Nouvelles tournées mondiales pour U2 (incluant deux soirs au Stade de France), ainsi que pour AC/DC et Depeche Mode (dont un Stade de France chacun).
- Poker Face de Lady Gaga est la chanson la plus vendue dans le monde cette année-là[2].
- Décès de Michael Jackson.
- Concert de réunification de blur, à Hyde Park
- Séparation d’Oasis

## Disques sortis en 2009
- Albums sortis en 2009
- Singles sortis en 2009

## Succès de l'année en France (Singles)

### Chansons classées Numéro 1
Cette liste présente, par ordre chronologique, tous les titres s'étant classés à la première place du Top 50 et du Top Téléchargements, durant l'année 2009.
- Britney Spears : Womanizer
- Jason Mraz : I'm yours
- Mikelangelo Loconte : Tatoue-moi
- The Pussycat Dolls : I hate this part
- Lady Gaga : Poker face
- Mylène Farmer : Si j'avais au moins…
- Pep's : Liberta
- Les Enfoirés : Ici les Enfoirés
- Helmut Fritz : Ça m'énerve
- Charlie Winston : Like a hobo
- Magic System & Khaled : Même pas fatigué
- Mylène Farmer : C'est dans l'air
- The Black Eyed Peas : Boom boom pow
- Michael Jackson : Billie Jean
- Pitbull : I know you want me
- Tom Frager : Lady Melody
- David Guetta & Akon : Sexy bitch
- Mylène Farmer : Sextonik
- Jena Lee : J'aimerais tellement
- Edward Maya : Stereo love

### Chansons francophones
Cette liste présente, par ordre alphabétique, tous les titres francophones s'étant classés parmi les 10 premières places du Top 50 et du Top Téléchargements, durant l'année 2009.
- Amel Bent : Où je vais
- Bisso Na Bisso : Show ce soir
- Calogero : C'est dit
- Christophe Maé : Dingue, dingue, dingue
- Christophe Maé : Mon p’tit gars
- Christophe Willem : Berlin
- Cœur de pirate : Comme des enfants
- Collectif Métissé : Laisse-toi aller bébé
- Collectif Métissé : On n’est pas couché
- Diam's : Enfants du désert
- Emmanuel Moire : Adulte et sexy
- Florent Mothe : L'Assasymphonie
- Francky Vincent : Tu veux mon zizi
- Grégoire : Toi + moi
- Helmut Fritz : Ça m'énerve
- Helmut Fritz : Miss France
- Jena Lee : J'aimerais tellement
- King Kuduro : Il faut danser
- Les Enfoirés : Ici les Enfoirés
- Magic System & Khaled : Même pas fatigué
- Mikelangelo Loconte : Tatoue-moi
- Mylène Farmer : Si j'avais au moins…
- Mylène Farmer : C'est dans l'air
- Mylène Farmer : Sextonik
- Najoua Belyzel : La bienvenue
- Ocean Drive : Without you (Perdue sans toi)
- Ocean Drive : Some people (Ton désir)
- Olivia Ruiz : Elle panique
- Pascal Obispo : Le drapeau
- Patrick Sébastien : Ah… si tu pouvais fermer ta gueule
- Pep's : Liberta
- Pep's : Mélodie
- PZK : Les filles adorent
- Sheryfa Luna : Si tu n'étais plus là
- Sheryfa Luna : Ce qu'ils aiment
- Sheryfa Luna : Je reviendrai
- Shy'm : Si tu savais
- Sofia Essaïdi & Christopher Stills : L’accord
- Stanislas & Calogero : La débâcle des sentiments
- Superbus : Addictions
- Tino Rossi : Petit papa Noël
- Tom Frager : Lady Melody
- Vanessa Paradis : Il y a
- Zaho : Je te promets

### Chansons non francophones
Cette liste présente, par ordre alphabétique, tous les titres non francophones s'étant classés parmi les 10 premières places du Top 50 et du Top Téléchargements, durant l'année 2009.
- Agnes : Release me
- Akon : Right now
- Alesha Dixon : The boy does nothing
- Alicia Keys & Jay-Z : Empire state of mind
- Amy Macdonald : This is the life
- Beyoncé : If I were a boy
- Beyoncé : Halo
- Bob Sinclar : Lala song
- Brandy : Right here (Departed)
- Britney Spears : Womanizer
- Britney Spears : 3
- Cascada : Evacuate the dancefloor
- Charlie Winston : Like a hobo
- Charlie Winston : In your hands
- Ciara & Justin Timberlake : Love sex magic
- David Guetta & Kelly Rowland : When love takes over
- David Guetta & Akon : Sexy bitch
- David Guetta : Memories
- Depeche Mode : Wrong
- Edward Maya : Stereo love
- Eminem, Dr. Dre & 50 Cent : Crack a bottle
- Eminem : We made you
- Enrique Iglesias & Ciara : Takin’ back my love
- Flo Rida & Kesha : Right round
- Flo Rida : Sugar
- Gossip : Heavy cross
- Grand Galop : Hello world
- Guru Josh Project : Infinity
- James Morrison & Nelly Furtado : Broken strings
- Jason Mraz : I'm yours
- Javi Mula : Come on
- Justin Nozuka : After tonight
- Katy Perry : Hot'n cold
- Kesha : Tik tok
- Kid Cudi : Day'n nite
- Lady Gaga : Poker face
- Lady Gaga : LoveGame
- Lady Gaga : Eh, eh (Nothing else I can say)
- Lady Gaga : Paparazzi
- Lady Gaga : Bad romance
- Laurent Wolf : Walk the line
- Lily Allen : Fuck you
- Madonna : Celebration
- Madcon : Beggin'
- Mariah Carey : Obsessed
- Mariah Carey : I want to know what love is
- Mika : We are golden
- Mika : Rain
- Milow : Ayo technology
- Oceana : Cry cry
- Paramore : Decode
- Pink : So what
- Pink : Sober
- Pitbull : I know you want me
- Pixie Lott : Mama do
- Rihanna : Russian roulette
- R.I.O. : Shine on
- Robbie Williams : Bodies
- Shakira : She wolf
- Sliimy : Wake up
- The Black Eyed Peas : Boom boom pow
- The Black Eyed Peas : I gotta feeling
- The Black Eyed Peas : Meet me halfway
- The Pussycat Dolls : I hate this part
- The Pussycat Dolls & A.R. Rahman : Jai ho
- The Pussycat Dolls : Hush hush, hush hush
- Tokio Hotel : Automatisch
- U2 : Get on your boots

### Décès de Michael Jackson
L'annonce du décès de Michael Jackson entraîna l'apparition de plusieurs titres parmi les 10 premières places du Top Téléchargements :
- Beat it
- Billie Jean
- Black or white
- Don’t stop 'til you get enough
- Heal the world
- Smooth criminal
- They don’t care about us
- Thriller

## Succès de l'année en France (albums)
Cette liste présente, par ordre alphabétique, les albums sortis en 2009 ayant obtenu une certification Platine ou Diamant en France.

### Disques de diamant (plus de500 000ventes)
- Cœur de pirate : Cœur de Pirate
- David Guetta : One love
- Jean Ferrat : Best of 3 CD
- Lady Gaga : The fame
- Mozart, l'opéra rock
- Muse : The resistance
- The Black Eyed Peas : The END

### Triples disques de platine (plus de300 000ventes)
- Calogero : L’embellie
- Johnny Hallyday : Tour 66
- Les Enfoirés : Les Enfoirés font leur cinéma
- Marc Lavoine : Volume 10
- Michael Jackson : This is it
- Mika : The boy who knew too much

### Doubles disques de platine (plus de200 000ventes)
- Florent Pagny : C'est comme ça
- Gossip : Music for men
- Grégory Lemarchal : Rêves
- -M- : Mister Mystère
- Melody Gardot : My one and only thrill
- Michael Bublé : Crazy love
- Mylène Farmer : Nº 5 on tour
- Renan Luce : Le Clan des miros
- Renaud : Molly Malone – Balade irlandaise
- Sade : Soldier of love
- Superbus : Lova Lova
- Vanessa Paradis : Best of

### Disques de platine (plus de100 000ventes)
- Alicia Keys : The element of freedom
- Amaury Vassili : Vincero
- Amel Bent : Où je vais
- BB Brunes : Nico teen love
- Cecilia Bartoli : Sacrificium
- Christophe Willem : Caféine
- Dany Brillant : Puerto Rico
- Depeche Mode : Sounds of the universe
- Diam's : SOS
- Didier Barbelivien : Atelier d'artistes
- Eddy Mitchell : Grand écran
- Era : Classics
- Frank Michael : Rue des amours
- Green Day : 21st century breakdown
- Hugues Aufray : New yorker
- Indochine : La république des meteors
- Inna : Hot
- Jena Lee : Vous remercier
- Kery James : Réel
- Lily Allen : It's not me, it's you
- Luz Casal : La pasion
- Madonna : Celebration
- Maurane : Nougaro ou l'espérance en l’homme
- Michael Jackson : The collection
- Norah Jones : The fall
- Olivia Ruiz : Miss Météores
- Orelsan : Perdu d'avance
- Rihanna : Rated R
- Robbie Williams : Reality killed the video star
- Seal : Hits
- Sting : If on a winter's night...
- Susan Boyle : I dreamed a dream
- Yodelice : Tree of life

## Succès internationaux de l’année
Cette liste présente, par ordre alphabétique, les trente titres et albums ayant eu le plus de succès dans les charts internationaux en 2009,.

### Singles
- Alicia Keys & Jay-Z : Empire state of mind
- All-American Rejects : Gives you hell
- Beyoncé : Single ladies
- Beyoncé : Halo
- Beyoncé : Sweet dreams
- Britney Spears : Circus
- Britney Spears : 3
- Cascada : Evacuate the dancefloor
- David Guetta & Akon : Sexy bitch
- David Guetta & Kelly Rowland : When love takes over
- Eminem : We made you
- Flo Rida & Kesha : Right round
- Jason Derulo : Whatcha say
- Jay Sean & Lil Wayne : Down
- Kelly Clarkson : My life would suck without you
- Kid Cudi & Crookers : Day'n nite
- Kings of Leon : Use somebody
- La Roux : Bulletproof
- Lady Gaga : Poker face
- Lady Gaga : Paparazzi
- Lady Gaga : Bad romance
- Pitbull : I know you want me
- Shakira : She wolf
- Taylor Swift : Love story
- T.I & Justin Timberlake : Dead & gone
- The Black Eyed Peas : Boom boom pow
- The Black Eyed Peas : I gotta feeling
- The Black Eyed Peas : Meet me halfway
- The Pussycat Dolls & A.R. Rahman : Jai ho
- The Veronicas : Untouched

### Albums
- Barbra Streisand : Love is the answer
- Bob Dylan : Together through life
- Bon Jovi : The circle
- Bruce Springsteen : Working on a dream
- Depeche Mode : Sounds of the universe
- Eminem : Relapse
- Florence + The Machine : Lungs
- Foo Fighters : Greatest hits
- Green Day : 21st century breakdown
- Jay-Z : The blueprint 3
- Jonas Brothers : Lines, vines and trying times
- Justin Bieber : My world
- Kelly Clarkson : All I ever wanted
- Lady Gaga : The fame
- Lily Allen : It's not me, it's you
- Madonna : Celebration
- Michael Bublé : Crazy love
- Michael Jackson : This is it
- Miley Cyrus : Hannah Montana, le film
- Muse : The resistance
- Norah Jones : The fall
- Paramore : Brand new eyes
- Pearl Jam : Backspacer
- Robbie Williams : Reality killed the video star
- Susan Boyle : I dreamed a dream
- Twilight
- Taylor Swift : Fearless
- The Black Eyed Peas : The end
- U2 : No line on the horizon
- Whitney Houston : I look to you

## Concerts
Selon le magazine Billboard, les dix artistes ayant généré le plus de revenus avec leurs concerts en 2009 sont :
1. Madonna
2. Bon Jovi
3. Bruce Springsteen
4. The Police
5. Céline Dion
6. Kenny Chesney
7. Neil Diamond
8. Rascal Flatts
9. Jonas Brothers
10. Coldplay

## Récompenses
- États-Unis : 52e cérémonie des Grammy Awards
- États-Unis : American Music Awards 2009 (en)
- États-Unis : MTV Video Music Awards 2009
- Europe : MTV Europe Music Awards 2009
- Europe : Concours Eurovision de la chanson 2009
- France : 25e cérémonie des Victoires de la musique
- France : 11e edition des NRJ Music Awards
- Québec : 31e gala des prix Félix
- Royaume-Uni : Brit Awards 2009

## Formations et séparations de groupes
- Groupe de musique formé en 2009
- Groupe musical séparé en 2009

## Naissances
- 6 avril :  Valentina, chanteuse française, gagnante du Concours Eurovision de la chanson junior 2020.

## Décès
- 6 janvier : Ron Asheton, guitariste des Stooges.
- 5 février : Lux Interior, chanteur des Cramps.
- 14 mars : Alain Bashung, chanteur français.
- 25 juin : Michael Jackson, chanteur américain.
- 4 juillet : Allen Klein, fondateur des disques ABKCO et ancien manager des Beatles, des Rolling Stones et de Sam Cooke[9].
- 2 août : Billy Lee Riley, chanteur américain[10].
- 6 août : Willy DeVille, chanteur américain.
- 13 août : Les Paul, guitariste et inventeur américain, concepteur de la guitare Gibson Les Paul.
- 26 août : René Morizur, saxophoniste et accordéoniste, membre des Musclés.
- 16 septembre : Filip Nikolic, chanteur et acteur français, membre des 2 Be 3.
- 25 décembre : Vic Chesnutt, chanteur américain.
- 28 décembre : The Reverend, batteur d'Avenged Sevenfold.